# Cracked Rear View
Cracked Rear View é o primeiro álbum de estúdio da banda estadunidense de pop-rock Hootie & the Blowfish, lançado em 5 de julho de 1994. Vendeu mais de 16 de milhões de cópias.

## Faixas
1. "Hannah Jane" – 3:33
2. "Hold My Hand" – 4:15
3. "Let Her Cry" – 5:08
4. "Only Wanna Be with You" – 3:46
5. "Running from an Angel" – 3:37
6. "I'm Goin' Home" – 4:11
7. "Drowning" – 5:01
8. "Time" – 4:53
9. "Look Away" – 2:38
10. "Not Even the Trees" – 4:37
11. "Goodbye" – 4:05

Inclui hidden track de "Sometimes I Feel Like a Motherless Child" (Traditional) (0:54)